# 윌리엄 챌머스
윌리엄 챌머스(영어: William Chalmers, 1907년 7월 24일, 노스 래너크셔 벨스힐 ~ 1980년 7월 16일)는 스코틀랜드의 전 축구 선수이자 감독으로, 1948-49 시즌에 이탈리아의 유벤투스를 지휘했다. 그는 유벤투스를 지도한 두 명의 스코틀랜드인 감독들 중 1명이다.

## 생애
스코틀랜드 벨스힐 출신인 챌머스는 선수 시절에 다수의 구단에서 공격수로 활약했다. 글래스고의 퀸스 파크에서 축구를 시작한 후, 레인저스를 거쳐(이 곳에서 1년차인 1924-25 시즌에 스코틀랜드 1부 리그를 우승했지만, 주전에서 밀렸다), 1928년 3월에 £2,500에 뉴캐슬 유나이티드로 이적했다.
뉴캐슬 시절에서, 그는 구단의 전설이자 벨스힐의 동향인 휴이 갤러처와 활약하였다. 챌머스는 레스터 시티와의 첫 경기에서 득점을 올렸고, 번리와의 2번째 경기에서는 2골을 기록해 까치 군단(The Magpies) 지지자들의 마음을 잡았다.
은퇴 후, 챌머스는 에부 베일과 유벤투스를 지도했고, 베리도 지도했었다.